# Domus
Domus (ранее известный как Casa del Hombre) — научный музей, расположенный на берегу моря в городе Ла-Корунья; первый интерактивный музей.

## История
Музей был открыт 7 апреля 1995 года мэром города Франсиско Васкесом и является частью муниципального учреждения Museos Científicos Coruñeses, которому также принадлежат музей Casa de las Ciencias и интерактивный центр Aquarium Finisterrae.
Музей, спроектированный Рамоном Нуньесом Сентеллой и управляемый им с момента его создания до 2008 года, призван привлекать внимание посетителей, стимулировать их любопытство и побуждать к размышлениям о характеристиках человеческого рода посредством интерактивности и междисциплинарности. Девизом музея является фраза «Познай самого себя», которая была в храме Аполлона в Дельфах и которую Платон приписывает семи мудрецам.

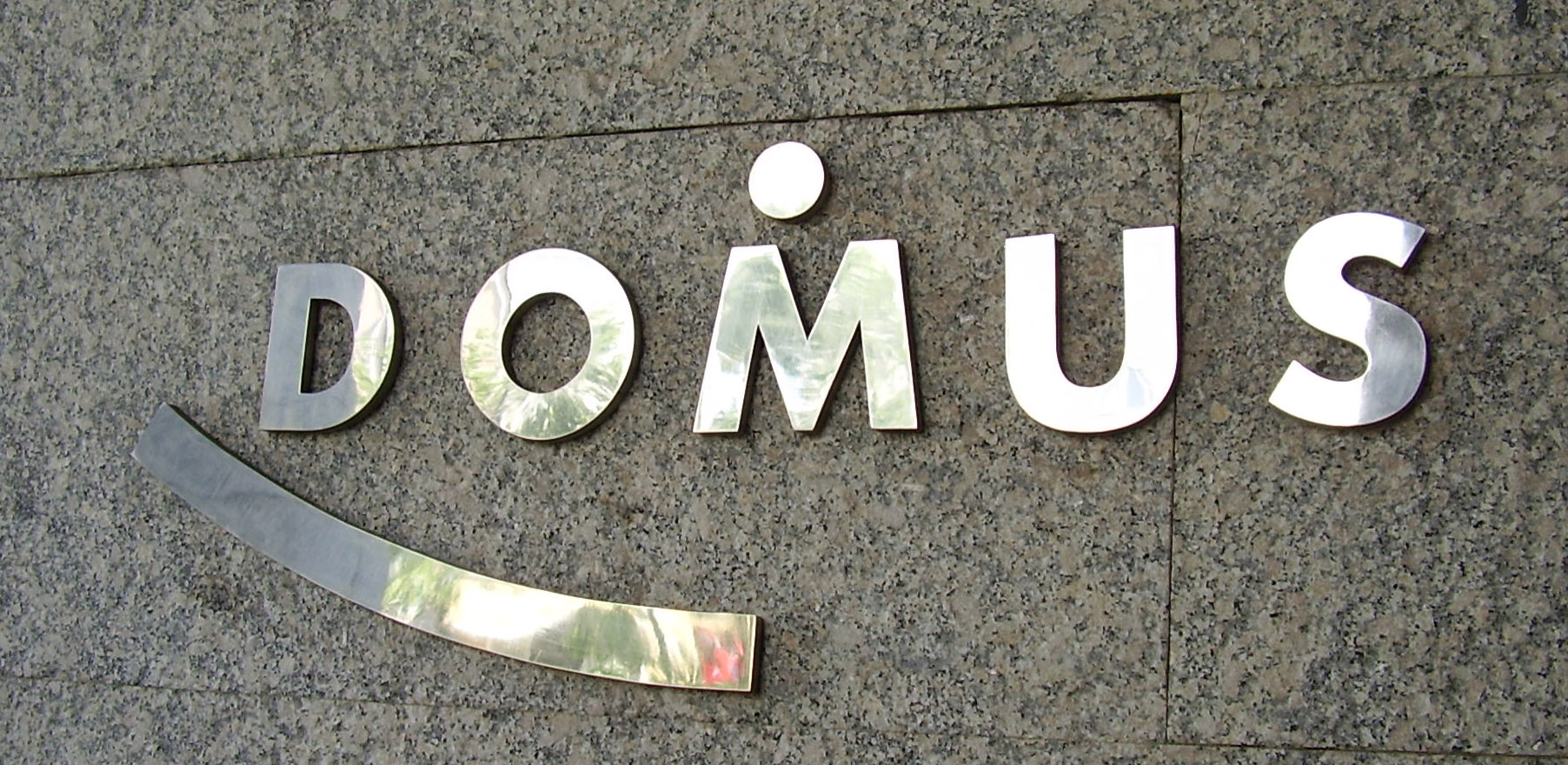
Логотип музея

Техническим директором музея является Патрисия Барсиела (Patricia Barciela). Здание музея построено японским архитектором Аратой Исодзаки и испанским архитектором Сезара Портела. Выставочная площадь музея составляет 1500 м², которые разделены на 200 модулей, большинство из них интерактивны: для понимания их содержимого необходимо активировать какой-то механизм.
Также в дополнение к постоянным интерактивным выставкам имеется зал имени лауреата Нобелевской премии — Северо Очоа, площадью 300 квадратных метров для проведения временных выставок.